# IC 289
IC 289 је планетарна маглина у сазвјежђу Касиопеја која се налази на листи објеката дубоког неба у Индекс каталогу.
Деклинација објекта је + 61° 19' 3" а ректасцензија 3h 10m 19,2s. Привидна величина (магнитуда) објекта IC 289 износи 13,2 а фотографска магнитуда 12,3. IC 289 је још познат и под ознакама PK 138+2.1, CS=16.8.